# Mike Riley (Schiedsrichter)

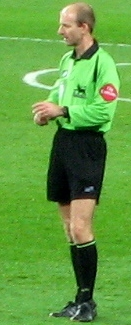
Mike Riley (2007)

Michael Anthony Riley (* 17. Dezember 1964 in West Yorkshire) ist ein ehemaliger englischer Fußballschiedsrichter, der Spiele der Premier League, Football League und der FIFA leitet.

## Karriere
Riley begann 1980 als Schiedsrichter in der Region Rotherham. 1994 wurde er Schiedsrichter in der Football League und ist seit 1996 zudem in der Premier League im Einsatz. Seit 1999 ist er FIFA-Schiedsrichter und leitet auch internationale Begegnungen.
Zu den Höhepunkten seiner Laufbahn gehören das FA-Cup-Finale 2002 zwischen Arsenal und Chelsea (Endstand 2:0), das er selbst auch als „das Highlight meiner Karriere“ bezeichnete. Im Februar 2004 pfiff er das Finale um den Ligapokal zwischen den Bolton Wanderers und dem FC Middlesbrough. Bei der Europameisterschaft 2004 in Portugal leitete Riley die Vorrundenpartien Schweden gegen Bulgarien und Lettland gegen Deutschland.
2007 wurde er vom Fußballverband Hongkongs eingeladen, das dortige Pokalfinale zu pfeifen. In der Partie zwischen South China und Happy Valley (Endstand 3:1) verhängte er drei Elfmeter.